# Hannah Waddingham
Hannah Waddingham (Londen, 28 juli 1974) is een Brits actrice en zangeres.

## Biografie
Hannah Waddingham werd geboren als een dochter van de operazangeres Melodie Kelley. Ook haar grootouders waren operazangers. Ze groeide volgens eigen zeggen in het theater op en leerde daar acteren en zingen. Waddingham studeerde aan de Academy of Live and Recorded Arts in Londen.
Ze begon haar carrière als actrice op het toneelpodium waar ze een rol had in de komedie Joni and Gina's Wedding. Waddingham bouwde vervolgens carrière op in zowel Broadway als West End. Zo speelde ze de rol van de heks in Into the Woods, de rol van Desiree in A Little Night Music en de Lady of the Lake in Spamalot. Deze laatste rol gaf ze zowel gestalte op Broadway als op West End. Voor haar werk in het theater werd ze drie keer genomineerd voor een Olivier Award. In 2024 presenteerde ze die prijs. Vlak voor de ceremonie reageerde ze fel toen een fotograaf haar vroeg haar benen te laten zien: "Oh god, zoiets zou je nooit aan een man vragen! (...) Heb wat fatsoen!"
Ze speelde haar eerste grote televisierol in Game of Thrones waar Waddingham de rol had van Septa Unella. In 2020 werd ze gecast voor een rol in de Amerikaanse komedieserie Ted Lasso. Voor deze rol won ze onder meer de Emmy Award voor Beste Bijrol in een komedieserie. Ze had ook een rol in de Britse Netflix-serie Sex Education.
Waddingham was een van de presentatoren van het Eurovisiesongfestival 2023 naast Joelija Sanina, Alesha Dixon en Graham Norton. Haar bijdrage aan het festival als presentator werd positief ontvangen.

## Filmografie

### Films
- 2008: How to Lose Friends & Alienate People - Elizabeth Maddox
- 2012: Les Misérables - Fabrieksarbeider
- 2018: Winter Ridge - Joanne Hill
- 2019: The Hustle - Shiraz
- 2022: Hocus Pocus 2 - The Witch Mother
- 2024: The Fall Guy - Gail Meyer
- 2025: Mission: Impossible – The Final Reckoning - admiraal Neely
- 2025: Lilo & Stitch - Grand Councilwoman (stemrol)
- 2025: Smurfs - Parmantje Grimoire (stemrol)

### Televisie
- 2002: Brookside - Georgina Savage (1 aflevering)
- 2005: Footballers' Wives - Jools (1 aflevering)
- 2011: Agatha Christie's Marple - Lola Brewster (1 aflevering)
- 2015: Partners in Crime - Blond Assassin (3 afleveringen)
- 2015-2016: Game of Thrones - Septa Unella (8 afleveringen)
- 2019-heden: Sex Education - Sofia Marchetti (11 afleveringen)
- 2020-2023: Ted Lasso - Rebecca Welton (33 afleveringen)
- 2022: Willow - Hubert (1 aflevering)

### Theater
- 2000-2001: The Beatiful Game - Christine
- 2002: Space Family Robinson - Starbird
- 2006: Bad Girls: The Musical - Nikki Wade
- 2006-2008: Spamalot - Lady of the Lake
- 2009: A Little Night Music - Desirée Armfeldt
- 2010: Into the Woods - De heks
- 2011: The Wizard of Oz - Miss Gulch / De slechte heks
- 2012: Kiss Me, Kate - Lili Vanessi / Katharina Minola